# Supercoppa di Croazia (pallacanestro)
La Supercoppa di Croazia di pallacanestro, nota anche come Coppa Dražen Petrović, è un trofeo nazionale croato organizzato annualmente dal 2011 tra il vincitore del campionato e il vincitore della Coppa di Croazia.

## Vittorie
- 2011  Cedevita
- 2012  Cibona Zagabria
- 2013  Cibona Zagabria
- 2014  Cedevita
- 2015 non disputata

## Vittorie per club
| Squadra         | Vittorie | Anni       |
| --------------- | -------- | ---------- |
| Cedevita        | 2        | 2011, 2014 |
| Cibona Zagabria | 2        | 2012, 2013 |